# Брейтуэйт, Эдуард Рикардо
Эдуард Рикардо Брейтуэйт (англ. Eustace Edward Ricardo Braithwaite, известен как Э. Р. Брейтуэйт; 27 июня 1912 года, Джорджтаун, Британская Гвиана — 12 декабря 2016 года, Роквилл, штат Мэриленд, США) — гайанский и британско-американский писатель, романист, педагог, дипломат и общественный деятель. Известен произведениями, поднимающими тему условий жизни и расовой дискриминации чернокожего населения. Работал на дипломатической службе, представляя Гайану в международных организациях, США и Венесуэле. По мотивам его автобиографического романа 1959 года «Учителю, с любовью» (To Sir, With Love) был снят одноимённый британский фильм 1967 года с участием Сидни Пуатье и Лулу.

## Биография
Родился в Джорджтауне. Получил хороший старт в жизни: оба его родителя учились в Оксфордском университете. Его отец был золотодобытчиком, а мать — домохозяйкой. Окончил Королевский колледж Британской Гвианы, а затем — Городской колледж Нью-Йорка (1940).
Во время Второй мировой войны служил в рядах Королевских военно-воздушных сил в качестве пилота — позже он опишет этот опыт в книге «Учителю, с любовью», указывая, что в то время не чувствовал никакой дискриминации из-за своего происхождения или расовой принадлежности. Продолжил учёбу в Гонвилл-энд-Киз-колледже Кембриджского университета (1949), где получил степени бакалавра и доктора физики.
После войны, несмотря на отличное образование и обширные знания, как и многие выходцы из колоний и представители национальных меньшинств, не смог найти работу по специальности и, разочаровавшись в своих иллюзиях о демократии и толерантности в Великобритании, был вынужден устроился на работу школьным учителем в школе «Гринслейд» лондонского Ист-Энда. Опыт этой работы лёг в основу его первого романа «Учителю, с любовью», который был отмечен книжной премией Анисфильд-Вольф и адаптирован в одноимённый фильм (хотя его сопровождал кассовый успех, по отзывам критиков и самого Брейтуэйта он был слишком сентиментальным). В 1955—1962 годах он также преподавал в Гане.
Одновременно с написанием книги о школе Брейтуэйт занимался социальной работой, устраивая «цветных» детей в приёмные семьи. Этому опыту посвящена его вторая книга «Прислуга с жалованьем» (Paid Servant, 1962).
Он также написал книги «Возвращение домой» (A Kind of Homecoming, 1962), о своём путешествии по Африке, «Какую же соломинку выбрать?» (A Choice of Straws, 1965), действие которой происходит в Лондоне, и «Нежелательные соседи» (Reluctant Neighbors, 1972), автобиографические воспоминания и размышления о расизме. Многочисленные произведения Брейтуэйта рассказывают прежде всего о трудностях, с которыми сталкиваются образованные чернокожие, но и просто люди, оказавшиеся в бесчеловечных условиях; они содержат протест против расизма, колониализма и неоколониализма.
В 1973 году правительство ЮАР сняло запрет на его книги, и он неохотно согласился посетить страну. Ему был предоставлен статус «почётного белого», дававший значительно больше прав и привилегий, чем местному «цветному» населению, но меньше, чем белым. Шесть недель, проведённые писателем в Южной Африке, привели его в ужас, отразившийся в книге «Почётный белый» (Honorary White, 1975). Поэзия Брейтуэйта (сборники «Маски», 1968, «Острова», 1969) отразила поиск жителями Карибского бассейна африканского происхождения своих национальных и культурных истоков и социальные проблемы их стран. Кроме того, его перу принадлежит ряд социологических и публицистических работ.
Брейтуэйт продолжал писать романы и рассказы на протяжении всей своей долгой международной дипломатической карьеры: в качестве консультанта по образованию и лектора ЮНЕСКО, первого постоянного представителя Гайаны в Организации Объединённых Наций (1967—1969), а затем посла Гайаны в Венесуэле. В 1970-е годы он преподавал историю в Вест-Индийском университете на Ямайке, затем англистику в Нью-Йоркском университете, а в 2002 году был писателем, преподающим литературу в Говардском университете, Вашингтон. Сотрудничал с Манчестерским общественным колледжем (Коннектикут) в 2005—2006 учебном году в качестве приглашенного профессора, а также читал поздравительную речь для выпускников и получил почётную степень. Также получил звание почетного доктора в Оксфордском университете и парижской Сорбонне.
В 2012 году ему исполнилось 100 лет, и во время визита в Гайану в качестве покровителя Межгайанского культурного фестиваля он был награждён 23 августа того же года национальной премией президентом Дональдом Рамотаром. Последние годы он жил в Вашингтоне, округ Колумбия.
Скончался в адвентистском медицинском центре в Роквилле, штат Мэриленд.